# Firminópolis
Firminópolis este un oraș în Goiás (GO), Brazilia.